# 폴란드 정교회

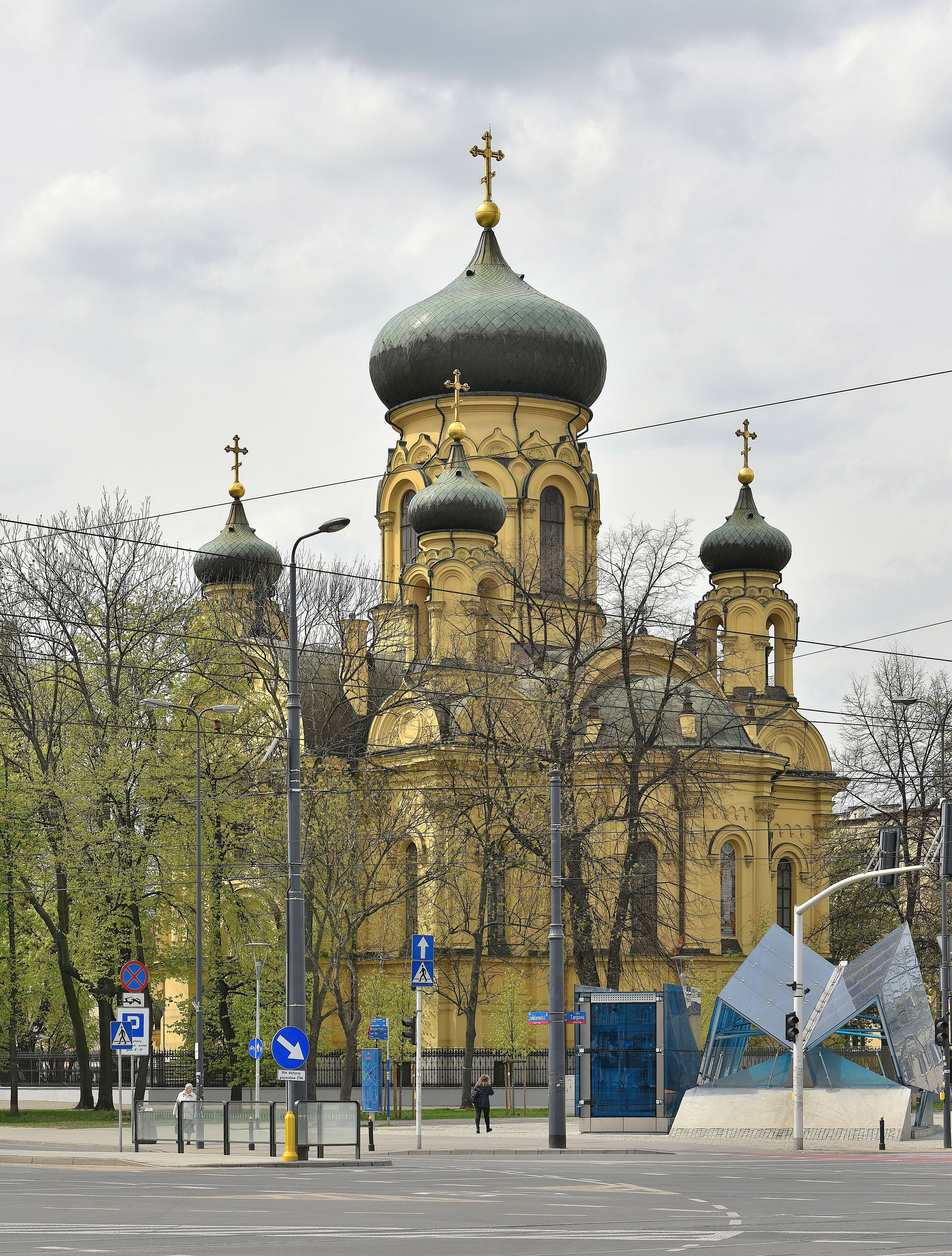

폴란드 정교회(폴란드어: Polski Autokefaliczny Kościół Prawosławny)는 폴란드에 소재한 기독교 독립 정교회이다. 폴란드에 거주하는 폴란드인, 우크라이나인, 벨라루스인이 신앙 생활을 하고 있다.

## 역사
1924년에 콘스탄티노폴리스 세계 총대주교로부터 독립 교회의 지위를 공인받았다. 제2차 세계 대전 종전 이후에 폴란드의 국경선 변화로 우크라이나인, 벨라루스인이 많은 지역이 소련으로 강제 편입되었다. 소련에 편입된 지역에 있던 폴란드 정교회 성당들은 러시아 정교회로 새로 편입되었다.

## 교구
총 6개의 교구가 소속되어 있다.
- 비엘스크 교구
- 비아위스토크와 그단스크 교구
- 시미야티체 교구
- 고를리체 교구
- 브로츠와프와 슈체친 교구
- 우치와 포즈난 교구

## 같이 보기
- 동방 정교회
- 콘스탄티노플 총대주교